# Théologie de l'espérance

Théologie de l'espérance est l'ouvrage le plus connu du théologien protestant Jürgen Moltmann et a établi sa réputation internationale. Il a été publié en 1964 et s'inspire du Principe espérance du philosophe Ernst Bloch.
Moltmann oppose le « Monde sans Dieu » du Marxiste Ernst Bloch au « Dieu de l'espérance » de l'Épître aux Romains.
Il s'appuie sur trois concepts clés :
1. le concept de la promesse divine
2. le concept de la « résurrection du Christ crucifié »
3. une compréhension de l'histoire comme « mission du Royaume de Dieu ».

Pour Moltmann, la promesse est la condition préalable à la foi, qui n’est pas créée par l’homme, mais vient de Dieu et qui permet de « ne pas douter de ce qui ne se voit pas » (He 11,1).
La résurrection du Christ n'est importante pour lui qu'en termes d'eschatologie générale. Mais il distingue cela d'une croyance générale au progrès car c'est celle du Christ crucifié. Cette résurrection apporte donc aux persécutés et aux opprimés l'espérance qu'il y a un nouvel avenir pour eux.
Il ne voit pas le Royaume de Dieu dans un monde céleste, extraterrestre, mais considère que la tâche des chrétiens est de lutter pour l'utopie concrète - au sens d'Ernst Bloch - d'un Royaume de Dieu sur terre inscrit dans la réalité historique.
Moltmann, avec Wolfhart Pannenberg, a impulsé une orientation eschatologique dans la théologie protestante, très similaire à l'orientation catholique de la théologie politique de Johann Baptist Metz.
Karl Barth, Karl Rahner et Hans Urs von Balthasar ont critiqué cette position, car ils étaient plus attachés au principe de l'espoir pour l'Au-delà.
Le livre a été traduit dans de nombreuses langues, notamment en néerlandais, anglais, italien, japonais, français, espagnol et croate. En 2005, déjà quatorze rééditions de l'édition allemande ont été publiées.

## Éditions et traductions
- Jürgen Moltmann : Théologie de l'espérance. Études sur les fondements et conséquences d'une eschatologie chrétienne . 4e Édition, Éditions du Cerf, Paris 1983,  (ISBN 978-2-204-02039-8) .
- Jürgen Moltmann: Theologie der Hoffnung. Untersuchungen zur Begründung und zu den Konsequenzen einer christlichen Eschatologie. 14. Auflage, Gütersloher Verlags-Haus, Gütersloh 2005,  (ISBN 978-3-579-05224-3) .

## Liens et références
- (de) Cet article est partiellement ou en totalité issu de l’article de Wikipédia en allemand intitulé « Theologie der Hoffnung » (voir la liste des auteurs).